# Kościół Matki Bożej „in Vallicella”
Kościół Matki Bożej in Vallicella (wł. Chiesa di Santa Maria in Vallicella, znany również jako wł. Chiesa Nuova) – rzymskokatolicki kościół tytularny w Rzymie. 
Świątynia ta jest kościołem parafialnym oraz kościołem tytularnym.

## Lokalizacja
Kościół znajduje się w V Rione Rzymu – Ponte przy Via del Governo Vecchio 134. Wejście główne do kościoła znajduje się od strony Piazza della Chiesa Nuova.

## Historia
Zgodnie z tradycją pierwszy kościół na tym miejscu został zbudowany przez papieża Grzegorza Wielkiego. Z archiwów diecezji wiadomo, że w 1179 roku istniał tu kościół określany jako Santa Maria in Vallicella.
W 1575 roku papież Grzegorz XIII przekazał kościół ten filipnom. W związku z nie najlepszym stanem technicznym budowli postanowiono wznieść nową świątynię (którą nazywano Chiesa Nuova czyli nowym kościołem). W 1575 roku kardynał Alessandro de' Medici położył kamień węgielny pod budowę. Pracami początkowo kierował Matteo da Castello i postępowały one na tyle szybko, że już w 1577 roku odprawiono pierwszą mszę w zadaszonej części nawy. W latach 1586–1590 pracami kierował Martino Longhi Starszy. W 1594 roku kierownictwo nad budową przejął Giacomo della Porta, który zmienił plan (pierwotnie miała być tylko jedna nawa mająca po obu stronach po cztery kaplice boczne, nowy plan przewidywał trzy nawy i po pięć kaplic bocznych). Giacomo della Porta zbudował transept, kopułę i prezbiterium. Kościół został konsekrowany w 1599 roku.
Budowę fasady, będącej dziełem Fausto Rughesiego, rozpoczęto w 1594 roku i ukończono w 1605 lub 1606 roku. W 1650 roku została ukończona kopuła przez Pietro da Cortona. W 1666 roku do kościoła dobudowano dzwonnicę według projektu Camillo Arcucci.

## Architektura i sztuka
Kościół zbudowano na planie krzyża łacińskiego. Jest on trzynawowy, z szeroką nawą główną i krótkim transeptem. Przy każdej z naw bocznych umieszczono po pięć kaplic bocznych. Na skrzyżowaniu nawy z transeptem umieszczono kopułę. Apsyda jest trójboczna, otoczona dwiema dużymi kaplicami.

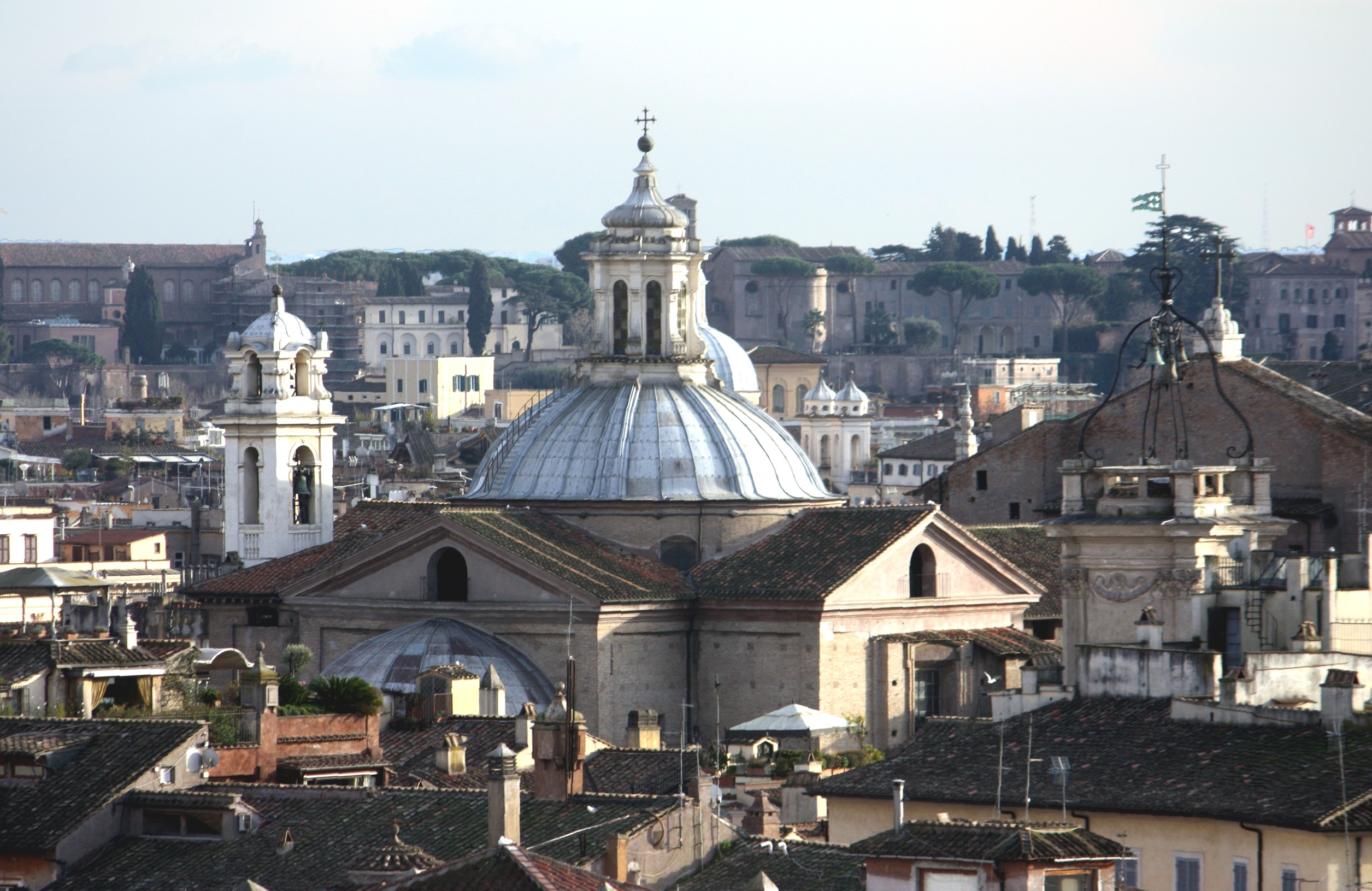
Dzwonnica i kopuła kościoła

Kopuła została osadzona na bardzo niskim bębnie, natomiast ma ona wysoką latarnię.
W rogu transeptu po prawej stronie znajduje się dwukondygnacyjna dzwonnica. Na pierwszej kondygnacji umieszczono doryckie pilastry podtrzymujące gzyms, pomiędzy nimi z każdej strony znajduje się łukowy otwór z małą balustradą.

### Fasada
Fasada z trawertynu ma dwie kondygnacje i zwieńczona jest trójkątnym frontonem. Centralna strefa pionowa jest lekko wysunięta do przodu na całej wysokości.
W pierwszej kondygnacji środkowa strefa ma cztery korynckie półkolumny podtrzymujące belkowanie. W bocznych częściach belkowanie jest wsparte na czterech korynckich pilastrach z każdej strony. Drzwi główne flankują półkolumny korynckie, podtrzymujące trójkątny fronton, łamany u góry.
Pośrodku górnej kondygnacji znajduje się okrągłe okno z balustradą flankowane przez parę kolumn jońskich wspierających fronton. Poniżej, na belce nad czterema kolumnami wejściowymi, znajduje się fronton z płaskorzeźbą Madonna della Vallicella, której po bokach towarzyszy para aniołów. Po obu stronach okna umieszczono okrągłe nisze z trójkątnymi frontonami, w niszach tych stoją posągi św. Grzegorza Wielkiego i św. Hieronima – dzieła Giovanni Antonio Paracca. Tympanon górnego frontonu jest prawie pusty, umieszczono w nim tylko niewielki herb w okolicy wierzchołka.

### Wnętrze kościoła
Nawa ma pięć przęseł z arkadami wspartymi na masywnych filarach z żebrowanymi korynckimi pilastrami w kolorze białym, szarym i złotym, które wspierają belkę z modylionami biegnącymi wokół wnętrza. Łuki arkad mają doryckie imposty i są ozdobione sztukaterią roślinną na archiwolta.
Sufit nawy jest sklepiony kolebkowo. Fresk sufitowy autorstwa Pietro da Cortona, namalowany w latach 1664–1665 przedstawia Cudowną interwencję Matki Bożej podczas budowy kościoła (św. Filip Neri został ostrzeżony we śnie, że dach kościoła się zawali; okazało się, że faktycznie dach był w złym stanie technicznym i wiele osób zginęłoby, gdyby sklepienie zawaliło się w czasie mszy). Da Cortona nadzorował prace sztukatorskie na sklepieniu, które wykonali Ercole Ferrata i Giacomo Antonio Fancelli. Sztukaterie na ścianach, w tym anioły, wykonał Cosimo Fancelli.
Na ścianach nawy nad arkadami znajduje się czternaście obrazów z końca XVII wieku, namalowanych przez pięciu artystów, którzy wykonali pary naprzeciw siebie. Od głównego ołtarza, od strony lewej do prawej, są to: Stworzenie aniołów i Upadek Lucyfera Lazzaro Baldiego, Zmartwychwstanie w dniu ostatecznym i Wygnanie z Edenu Giuseppe Ghezzi, Ostatnia Wieczerza i Manna Daniele Seitera, Pokutująca Magdalena i Rebeka przy studni Ghezzi, Św. Piotr otrzymujący klucze od Chrystusa i Mojżesz rozbijający tablice Giuseppe Passeri, Niepokalane Poczęcie i Judyta z Holofernesem Seitera, Oczyszczenie świątyni i Arka Przymierza Domenico Parodi. Na ścianie nad wejściem znajduje się Zwiastowanie św. Jana Chrzciciela Seitera. Stiuki na ścianach nawy zostały dodane przez Tommaso Mattei w latach 1697–1701.
Wnętrze kopuły zdobi fresk da Cortony Triumf Trójcy Świętej ukazujący Ojca i Syna w głównej kopule, natomiast Ducha Świętego w oculusie. W pendentywach przedstawiano czterech proroków Starego Testamentu: Izajasza, Jeremiasza, Ezechiela i Daniela. 
Koncha apsydy zawiera dzieło de Cortony Wniebowzięcie Najświętszej Maryi Panny.
Ołtarz główny został ukończony w 1608 roku. Ma on cztery korynckie kolumny z różowego marmuru ze złoconymi kapitelami podtrzymujące fronton, w który wkomponowano edykuł z drewnianym krucyfiksem autorstwa Guglielmo Berthelota z 1615 roku. Adorująca go sztukatorska para aniołów jest dziełem Francesco Maratti z 1697 roku. Tabernakulum z brązu, dzieło Ciro Ferri, zostało dodane w 1681 roku. W ołtarzu głównym umieszczono obraz Petera Paula Rubensa Madonna della Vallicella. Dzieło to, przedstawiające Matkę Bożę z Dzieciątkiem adorowaną przez aniołów, namalowane zostało na łupku, co miało na celu zmniejszenie odbicia światła. Dzięki specjalnej konstrukcji linek i bloczków część obrazu może zostać odsunięta, tak aby odsłonić znajdującą się za nim ikonę Madonny z Vallicelli z XIII wieku, która pochodzi ze starego kościoła Santa Maria in Vallicella i według legendy miała płakać krwawymi łzami.
Rubens namalował także obrazy umieszczone po bokach prezbiterium, po lewej Święci Maur, Grzegorz i Papiasz, natomiast po prawej Święci Nereusz, Flawia Domitylla i Achilles. Obrazy te (wraz z Madonna della Vallicella) są obecnie jedynymi oryginalnymi dziełami Rubensa w kościołach Rzymu.

#### Kaplice boczne
Boczne kaplice zostały udostępnione bogatym rodzinom, od których oczekiwano, że je ozdobią i będą utrzymywać (co było praktykowane w wielu kościołach w Rzymie). Jednak zgodnie z życzeniem Filipa Neri kaplice te miały być ozdobione cyklem scen z życia Matki Bożej, a ich dedykacja miała być zgodna ze schematem opracowanym przez świętego, który miał pozwalać odwiedzającym medytować nad poszczególnymi epizodami w kolejności ich zajścia (zaczynając od kaplicy Ofiarowania NMP w lewym ramieniu transeptu i podążając dalej zgodnie z ruchem wskazówek zegara). W efekcie opiekunom kaplic nie wolno było wybierać własnych dedykacji, co było standardową praktyką w innych miejscach.
Kaplica Ukrzyżowania
Kaplica Ukrzyżowania jest to pierwsza kaplica po prawej stronie. W ołtarzu znajduje się dzieło Scipione Pulzone Ukrzyżowanie z 1586 roku, natomiast autorem malowideł na sklepieniu był Giovanni Lanfranco: Nałożenie korony cierniowej, Biczowanie i Modlitwa w Ogrójcu.
Kaplica Matki Bożej Bolesnej
Druga kaplica po prawej stronie poświęcona jest Matce Bożej Bolesnej. Dawniej w ołtarzu było Złożenie do grobu Caravaggio z 1602-04 roku, dzieło to zostało jednak zagrabione w 1797 roku podczas okupacji francuskiej, natomiast w późniejszym czasie nie wróciło na pierwotne miejsce, tylko trafiło do Muzeów Watykańskich. Obecnie w ołtarzu znajduje się kopia pędzla Michele Koeck. Kaplica ozdobiona jest freskami Angelo Caroselli: Całun oraz Pietà z Dawidem i Izajaszem.
Kaplica Wniebowstąpienia
Trzecia kaplica po prawej stronie poświęcona jest Wniebowstąpieniu. Zbudowana została w roku 1581 na zlecenie rzymskiego bankiera Tiberio Ceuli. W 1868 roku przeszła w ręce rodu De Villanova Castellacci. W ołtarzu umieszczono Wniebowstąpienie, dzieło Girolamo Muziano powstałe przed rokiem 1587. Na początku XVII wieku kaplica została na nowo udekorowana marmurem i stiukiem. Freski są dziełem Benedetto Piccioli z 1624 roku. Przedstawiają one trzech egipskich ojców pustyni.
Kaplica Zesłania Ducha Świętego
Czwarta kaplica po prawej stronie, poświęcona Zesłaniu Ducha Świętego, powstała w 1579 roku dla bankiera z Pizy Vincenzo Lavaiana, następnie przeszła w ręce Diego del Campo. W ołtarzu znajduje się obraz Giovanni Maria Morandi Zesłanie Ducha Świętego z 1689 roku. Dekorację sklepienia wykonał w 1602 roku Egidio della Riviera: Siedem kandelabrów, Chrzest Chrystusa oraz Mojżesz z Tablicami Prawa.
Kaplica Wniebowzięcia Najświętszej Maryi Panny (Kaplica Pinelli)
Piąta kaplica po prawej poświęcono Wniebowzięciu Najświętszej Maryi Panny. Została ona zbudowana dla bankiera z Genui Giovanniego Agostino Pinelli, będącego skarbnikiem papieskim. W ołtarzu znajduje się Wniebowzięcie pędzla Giovanni Domenico Cerrini. Kaplicę zdobią freski Aurelio Lomi: Historie z życia Marii, Historie z dzieciństwa Jezusa, Zaśnięcie Dziewicy, Koronacja Marii, Pochówek Marii, Rebeka i Eleazar oraz Jael i Sisera.
Kaplica Koronacji Matki Bożej
Kaplica Koronacji Matki Bożej jest zlokalizowana w prawym ramieniu transeptu. Powstała ona w 1591 roku dla nuncjusza apostolskiego w Neapolu Alessandro Glorieri. W ołtarzu umieszczono obraz Cavalier d’Arpino Koronacja Matki Bożej z 1615 roku. W niszach stoją figury Św. Jan Chrzciciel i Św. Jan Ewangelista dłuta Flaminio Vacca z 1594 roku.
Kaplica św. Karola Boromeusza
Kaplica św. Karola Boromeusza znajduje się po prawej stronie przy prezbiterium. Budowa kaplicy rozpoczęła się w 1662 roku na zlecenie kardynała Federico Borromeo, została ukończona w 1679 roku. Kaplicę zaprojektował Camillo Arcucci, a Carlo Rainaldi pomógł ją ukończyć. Składa się ona z trzech pomieszczeń. Pierwszym z nich jest oktagonalny westybul z cenotafami. Drugie pomieszczenie w kształcie elipsy zostało zrealizowane przez Giuseppe Brusati Arcucci według projektu jego wuja, przy współudziale Carlo Rainaldi. Dekoracje wykonał Giovanni Francesco Rossi, a malowidła na ścianach to dzieła Luigi Scaramuccia (po lewej) i Giovanni Bonatti (po prawej). W trzecim pomieszczeniu umieszczono ołtarz z obrazem Carlo Maratta z 1680 roku Matka Boża z Dzieciątkiem i świętymi Karolem Boromeuszem i Ignacym Loyolą. Na sklepieniu znajduje się fresk Duch Święty datowany na 1729 rok.
Kaplica Oczyszczenia Matki Bożej
Pierwsza kaplica po lewej stronie jest poświęcona Oczyszczeniu Matki Bożej. Zarówno obraz w ołtarzu, jak i freski są autorstwa Cavaliere d'Arpino. Ołtarz pochodzi z 1627 roku, obraz w nim to Ofiarowanie w świątyni. Freski sklepienia z 1620 roku przedstawiają świętych Ambrożego, Monikę i Augustyna.
Kaplica Objawienia Pańskiego
Druga kaplica po lewej stronie jest poświęcona Objawieniu Pańskiemu. Obraz w ołtarzu przedstawiający Pokłon Trzech Króli jest autorstwa Cesare Nebbii z 1578 roku. Freski sklepienia są prawdopodobnie autorstwa Baccio Ciarpi.
Kaplica Narodzenia Pańskiego
Trzecia kaplica po lewej stronie jest poświęcona Narodzeniu Pańskiemu. Powstała ona w 1580 roku z fundacji Silvio Antoniano. Obraz w ołtarzu Adoracja pasterzy autorstwa Duranto Alberti pochodzi z końca XVI wieku. Dekoracja stiukowa jest dziełem Giovanni Guerra, freski wyszły spod pędzla Pomarancio.
Kaplica Nawiedzenia
Czwarta kaplica po lewej stronie jest poświęcona Nawiedzeniu. Obraz w ołtarzu pędzla Federica Baroccii z 1586 roku Nawiedzenie Najświętszej Maryi Panny szczególnie upodobał sobie św. Filip Neri. Freski sklepienia są dziełem Carlo Saraceni.
Kaplica Zwiastowania
Piąta kaplica po lewej stronie jest poświęcona Zwiastowaniu Najświętszej Marii Pannie. Powstała w 1589 roku dla rodziny bankierów florenckich Ruspoli. Dekorowana jest freskami autorstwa Andrea Lilli. W ołtarzu umieszczono Zwiastowanie – dzieło Domenico Cresti.
Kaplica Ofiarowania Najświętszej Maryi Panny
Kaplica w lewym ramieniu transeptu poświęcona Ofiarowaniu Najświętszej Maryi Panny została zbudowana w 1589 roku z fundacji biskupa Angelo Cesi. W ołtarzu umieszczono obraz autorstwa Federico Barocciego z 1603 roku. Fresk na sklepieniu przedstawia Annę, Elkanę i Samuela, jest to dzieło Alessandro Salucciego. Alegorie ze stiuku Wiary i Nadziei są autorstwa Cosimo Fancelli i Ercole Ferrata. Ponadto umieszczono tu dwie figury św. Piotra i Pawła autorstwa Giovanniego Antonio Paracca. 
Kaplica św. Filipa Neri
Po lewej stronie apsydy znajduje się kaplica dedykowana św. Filipowi Neri. Została zaprojektowana przez Onorio Longhi i wykonana w latach 1600–1604 dzięki Paolo Marucelli. Kopuła jest dziełem Pietro da Cortona. Freski na ścianach, przedstawiające sceny z życia patrona kaplicy, są autorstwa Cristoforo Roncalli. W ołtarzu znajduje się Święty Filip Neri i Madonna della Vallicella Vincenzo Castellani, jest to kopia dzieła Guido Reni. Pod ołtarzem w kryształowym relikwiarzu spoczywa ciało św. Filipa Neri. 

## Kardynałowie prezbiterzy
Kościół Matki Bożej na Vallicella jest jednym z kościołów tytularnych nadawanych kardynałom-prezbiterom (Titulus Sanctae Mariae in Vallicella). Tytuł został 18 grudnia 1937 roku przeniesiony z kościoła San Tommaso in Parione.
- Benedetto Aloisi Masella (1946-1948)
- Francesco Borgongini Duca (1953-1954)
- Paolo Giobbe (1958-1972)
- James Knox (1973-1983)
- vacat (1983-1988)
- Edward Bede Clancy (1988-2014)
- Ricardo Blázquez (2015-nadal)